# Salma Hayek
Salma Hayek Pinault, rojena Salma Valgarma Hayek Jiménez, mehiško-ameriška igralka in producentka * 2. september 1966 Coatzacoalcos, Veracruz, Mehika.                                 
Salma Hayek je svojo kariero začela v Mehiki leta 1988, pri čemer je igrala v telenoveli Teresa in igrala v filmu El Callejón de los Milagros (Čudežna aleja), za katerega je bila nominirana za nagrado Ariel. Leta 1991 se je Hayek preselila v Hollywood in se uveljavila z vlogami v filmih, kot so Desperado (1995), Od mraka do zore (1996), Wild Wild West in Dogma (oba 1999). 
Njena prelomna vloga je bila leta 2002 v filmu Frida kot mehiška slikarka Frida Kahlo, za katero je bila nominirana za najboljšo igralko za oskarja, nagrado BAFTA, zlati globus in nagrado Ceha ekranov, in ki jo je tudi producirala. Ta film je bil deležen široke pozornosti in je doživel kritičen in komercialni uspeh. 
Leta 2004 je osvojila nagrado Daymy Emmy za izjemno režijo v otroških / mladinskih / družinskih posebnostih za čudež Maldonado in prejela nominacijo za nagrado Primetime Emmy za izjemno igralko gostov v seriji komedije po gostovanju v televizijski komediji-drami ABC Ugly Betty leta 2007. V letih od 2009 do 2013 je igrala tudi v seriji NBC komedije 30 Rock. Leta 2017 je bila nominirana za nagrado Independent Spirit za vlogo v filmu Beatriz na večerji.
Novi filmi Salme Hayek vključujejo Grown Ups (2010), Puss in Boots (2011), Grown Ups 2 (2013), Tale of Tales (2015), Hitmanove Bodyguard (2017) in Like a Boss (2020).